# Capasa permeata
Capasa permeata là một loài bướm đêm trong họ Geometridae.